# Слуцкая летопись
Слу́цкая или Ува́ровская ле́топись — памятник белорусско-литовского летописания XVI века, единственный список третьей, сокращенной редакции белорусско-литовской летописи 1446 года. Сохранилась в рукописи первой четверти XVI века. Как свидетельствуют записи на полях, касающиеся слуцких князей, находилась и, скорее всего, написана в Слуцке, вследствие сего и получила такое название. Иногда её называют Уваровской летописью или Уваровским списком, поскольку она длительное время была в библиотеке основателя Московского археологического общества графа Алексея Уварова. Слуцкая летопись — памятник старобелорусского языка. Является ценным источником для изучения истории Руси, Украины, Белоруссии и Литвы XIV—XV веков.

## Содержание Слуцкой летописи
В отличие от второй редакции Белорусско-литовской летописи 1446 (Никифоровская, Супрасльская и Академическая летописи), в которой сначала дается компиляция из русских летописей, в Слуцкой основную часть занимают данные по истории Великого княжества Литовского, а общерусские материалы находятся в конце и занимают немного места. Они составляют избранные исторические записи о происшествиях 970—1240 годов и обрываются на описании похода на Киев и Галицко-Волынское княжество. Иной порядок размещения в этом списке «Похвалы Витовту» и «Смоленской хроники».
Летопись делится на две части. В первой из них (листы 1-76) отражены события со второй половины XIV века до 1446 года, происходившие в Великом княжестве Литовском. Вторая часть (листы 76-106) представляет собой летопись общерусского характера с описанием событий 970—1237 годов. Эта часть озаглавлена: «Летописецъ о великом князи московскомъ, како далеки от роду Володимирова». На листе 79 есть ещё подзаголовок: «Летописец от великого князя Володимеря киевьского». Заканчивается вторая часть описанием нашествия Батыя.
В первых листах передаётся жалоба князя Кейстута его сыну князю Витовту на козни Ягайло. Она заканчивается словами: «В лето 6900. Женися князь великии Васильи Дмитриевичь, понял за себе дщер Витовтову Софью». «Летописець о великом князи московскомь» начинается со слов: «В лето 6000. То придоша з Немець 3 браты в Новьгородокь» и заканчивается описанием погрома Руси татарами: «И приид Каменьцю, и не мога розбити стены, и к Жаславлю, и взя его. И приде ко Кременьцю; виде же Кременець град тверъд…».
На листах 104, 104 оборотном, 106 и 106 оборотом белорусской скорописью XVI века и другими чернилами по сравнению с теми, которыми написана летопись, есть записи, сделанные в Слуцке. Они начинаются с листа 106 оборотного, на нижнем поле, причем автор держал рукопись вверх ногами и таким образом буквы идут в противоположном направлении к основному тексту. Поскольку край последнего листа сильно истёрт, разобрать первые слова нельзя.
Записи такие: «В лето я. . . па. . . раб. . . верен з с приказу так як на поволского служебника приналежи, a добродею моему» (лист 106 оборотный); «Государыни нашеи милостивои, кнегини Юревои Семеновича Слуцкои, кнегине Олене Миколаевне Родивиловича. . . велеможным» (лист 106); «В лето 7050 [то есть 1542] месяца апреля 15 на день пр. отца Симеона, иже в Персиде, в неделю, вдарило в 2 године в ноч, преставися князь Юрьи Слуцкии; была голова на промысле» (лист 104 оборотный); «Олкиемонтов рож[аи] Голшанскии. Евнутьев рож[аи] Жеславскии. Кгедиминов рож[аи] Алелковичи. Якаилов рож[аи] королевскии. Витовт Кестутевич». Эта запись, учитывая и сообщение о крещении князя Семёна Александровича Олельковича-Слуцкого в Слуцке (лист 73 оборотный), даёт основание считать, что летопись происходит из Слуцка. Говорится здесь и о сыне Семёна Юрии Олельковиче.
Летопись содержит также описание полного солнечного затмения: «В лето 6923 [1415]. Месяца июня 7 в святого Феодота изгибе солнце и скрыи луча своя от земля во 4 час дни в год святои обедни, и звезды явилися как в нощи. Тогды было Благовещение у понеделок на страстнои недели».

## Рукопись
В дошедшем до нас экземпляре Слуцкой летописи 106 листов. Первые страницы летописи не сохранились, в сохранившемся начальном листе оторвана верхняя часть. Остальная часть летописи имеет нумерацию арабской цифирью — в правом нижнем углу, скорее всего, писал человек XIX века. Нумерация начинается с листа 6. Следующие перед ним пять листов повреждены, и к ним с одной стороны приклеены бумажные полоски с цифрами. На 6-м листе вверху стоит выносной знак, а внизу написано: «Означены страницы целых листов летописи арабскими цифрами мной 14 генваря 1839 г.». Видно, что под этим текстом была подпись, которая впоследствии почему-то стёрта.
Слуцкая летопись ныне хранится в Отделе рукописей Государственного исторического музея в Москве (Собрание А. С. Уварова, № 1381 (153). Рукопись в 1\8, бумага белая с желтизной от времени, чернила коричневые, везде одинаковые. Писана белорусским полууставом, за исключением нескольких листов, одним человеком. Бумажный знак — тиара. Наиболее похожий знак Николаем Лихачевым датируется 1524 годом.
Летопись купил у петербургского краеведа и коллекционера М. И. Успенского известный этнограф XIX века Иван Сахаров. Успенский же раздобыл её у сельского священника где-то в западнорусском крае. Сахаров решил, что он нашёл некогда утерянную Супрасльскую летопись, которая была опубликована Игнатием Даниловичем в «Виленском дневнике» в 1823—1824 годах. То же самое, со ссылкой на Сахарова, повторил архимандрит Леонид. В 1847 году рукопись купил граф Алексей Уваров для своей библиотеки.
В 1854 году учёный-славист А. Н. Попов сделал описание летописи и опубликовал первые 76 листов. Он назвал рукопись «Летопись великих князей литовских». В 1877 году издана в Кенигсберге в переводе на немецкий язык. В 1894 году летопись описана архимандритом Леонидом, напечатавшим остальной текст летописи. Полностью она опубликована в 1907 году в 17 томе Полного собрания русских летописей, переиздана в 35 томе с предисловием Николая Улащика.